# Pesario

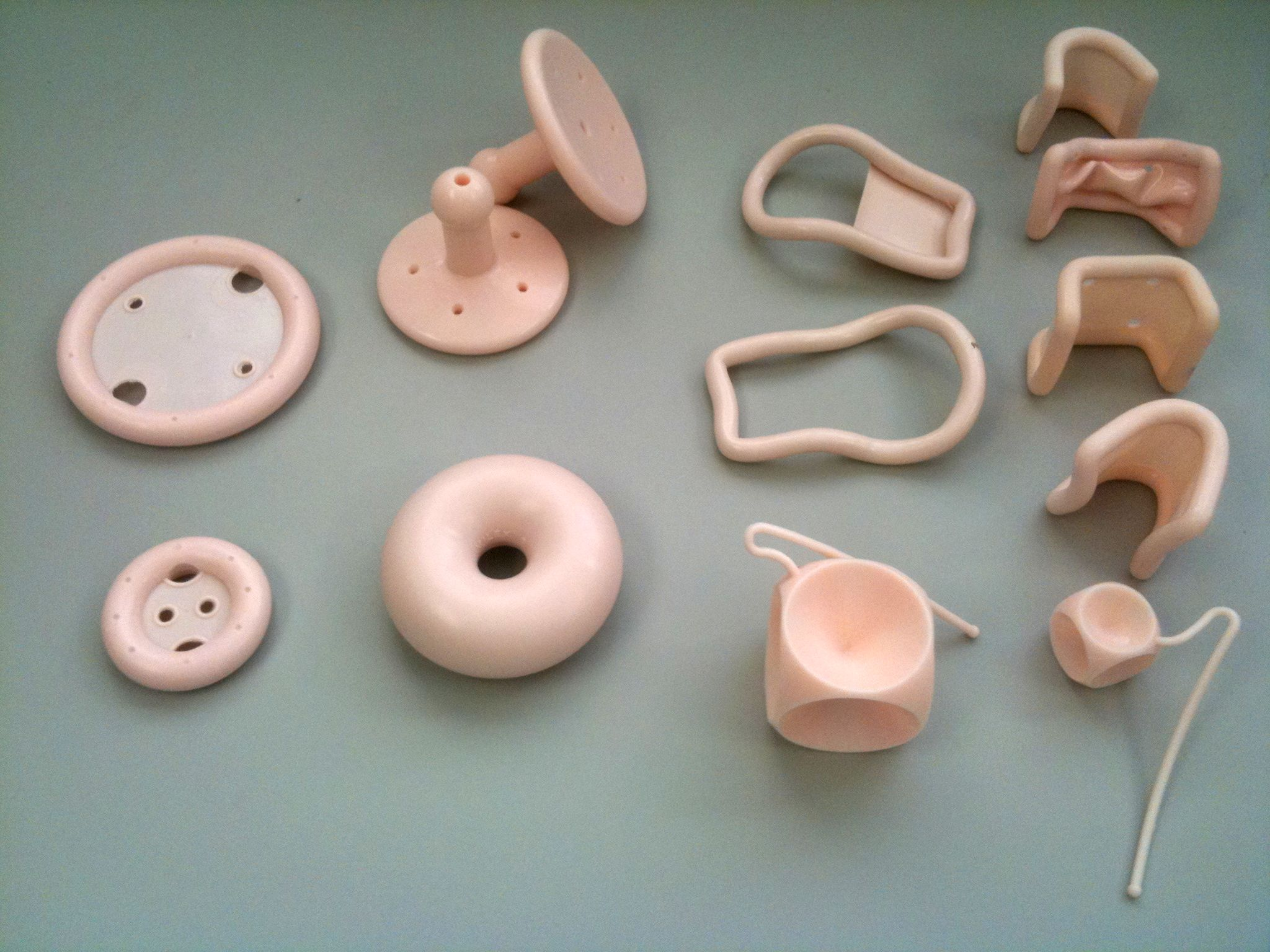
Pesarios

El pesario es un aparato utilizado en medicina que se coloca en la vagina para corregir el descenso de la matriz.
Antiguamente, se servían estos aparatos para introducir y fijar algunas sustancias medicinales en el interior de la cavidad de la vagina distinguiéndose entre emolientes, aperitivos y astringentes y se construían con lienzo, lana, hilas, esponja y otras materias análogas impregnándolos luego de grasas o líquidos o bien extendiendo sobre ellos unas preparaciones resolutivas o fundentes. 
En la actualidad, se consideran solo como instrumentos mecánicos cuya acción se reduce a sostener el útero y a prestar un punto de apoyo a las vísceras abdominales que tienden a bajar este órgano produciendo casi el mismo efecto que los bragueros para contener las hernias o que las candelillas para separar las paredes de la uretra. 
Se han construido de oro, plata, marfil, madera, corcho y goma elástica (los materiales utilizados en la actualidad son el caucho y sobre todo la silicona en los pocos casos en los que se siguen utilizando). Los pesarios antiguos solían hacerse de ingredientes poco higiénicos.